# Rakyat Merdeka
Rakyat Merdeka – indonezyjski dziennik należący do grupy Jawa Pos. Należy do gazet typu tabloid.
Pismo zostało założone w 1999 roku w Dżakarcie. Nakład gazety wynosi 700 tys. egzemplarzy (stan na 2007 rok).
Z pismem powiązany jest portal internetowy RMco.id.